# Lena Hjelm-Wallén
Lena Birgitta Hjelm-Wallén, född 14 januari 1943 i Sala, är en svensk politiker (socialdemokrat), som var riksdagsledamot 1969–2002 samt statsråd 1974–1976, 1982–1991 och 1994–2002. 

## Biografi
Lena Hjelm-Wallén är dotter till överskötaren Gustav Hjelm och Elly Hjelm, född Johansson.
Efter studier vid Uppsala universitet, där hon blev filosofie magister 1965, och en lärartjänst i Sala valdes Hjelm-Wallén in i riksdagen vid valet 1968 i Västmanlands läns valkrets och tillträdde som riksdagsledamot vid riksdagens öppnande i januari 1969. Hon var suppleant i konstitutionsutskottet 1969–1970 och ledamot i justitieutskottet 1971–1973. Hon var konsultativt statsråd vid utbildningsdepartementet (skolminister) 4 januari 1974–8 oktober 1976. När hon utnämndes, tio dagar före sin 31-årsdag, blev hon det yngsta statsrådet dittills. Hon slog därmed Östen Undéns gamla rekord från 1917; denne var drygt 31 år vid utnämningen. Efter att Socialdemokraterna hamnat i opposition var hon ledamot i utbildningsutskottet 1976–1978 och 1979–1982.
Efter valet 1982 var Hjelm-Wallén utbildningsminister 8 oktober 1982–14 oktober 1985 och därefter statsråd i utrikesdepartementet (biståndsminister) 14 oktober 1985–1991. Efter den socialdemokratiska valförlusten 1991 blev hon vice ordförande i utbildningsutskottet. Efter valet 1994 utsågs hon överraskande till utrikesminister, den första kvinnan på den posten i en socialdemokratisk regering. Flera trodde att Pierre Schori skulle bli utrikesminister, men han utsågs i stället till biståndsminister. 1998 blev Hjelm-Wallén vice statsminister; hon hade då redan sedan 1995 varit statsministerns ställföreträdare i kraft av att vara det statsråd som hade flest tjänsteår. Som vice statsminister hade hon 2000–2002 ansvaret för grundlagsfrågor. I juli 2000 meddelade hon att hon avsåg att lämna regeringen och rikspolitiken efter valet 2002.

### Övriga uppdrag
Hjelm-Wallén var ledamot av skolstyrelsen i Sala 1968–1973, offentliga sektorns särskilda nämnd 1977–1982, länsskolnämnden i Västmanlands län 1977–1982 och Svenska Unescorådet 1980–1982 samt delegat i FN 1980–1981. Hon var även ledamot av ett antal statliga utredningar: 1968 års beredning om stat och kyrka 1968–1972, familjelagssakkunniga 1969–1974, brottskommissionen 1973, gymnasieutredningen 1977–1981 samt delegationen för bättre skolmiljö och uppföljning av reformbesluten rörande grundskolan 1979–1980.
Hjelm-Wallén var ledamot av Europeiska konventet, den församling som utarbetade och som 2003 lade fram förslaget om EU:s nya grundlag, kallad "Författning för Europa". Mellan 2002 och 2009 var hon ordförande i styrelsen för Svenska Afghanistankommittén.

### Uppdrag inom Socialdemokraterna
Hjelm-Wallén var ordförande för SSU i Västmanland 1967–1970 och ledamot av SSU:s förbundsstyrelse 1970–1972. Hon var ledamot av distriktsstyrelsen för Socialdemokraterna i Västmanland från 1970, och ordförande från 1985. Hon blev ledamot av partistyrelsen 1978 och satt i dess verkställande utskott 1987–2001.
Åren 2006–2007 var Hjelm-Wallén ordförande i den valberedning som föreslog Mona Sahlin som kandidat till partiledarposten för Socialdemokraterna.

## Utmärkelser
I januari 2008 tilldelades hon H.M. Konungens medalj i 12:e storleken i serafimerordens band.